# 木曽街道いそぎ旅
『木曽街道いそぎ旅』（きそかいどういそぎたび）は、フジテレビ系列にて1973年4月7日から7月28日まで、毎週土曜22時30分から23時25分に放映された股旅もののテレビ時代劇。『木枯し紋次郎』第2シーズンの後番組。全17回。放送時期と同じ頃ケン月影作画で『週刊漫画サンデー』に連載されていた。

## 概要
陽気な旅人「成りゆきの辰」と、女壺振りで元女房のお篠乃（おしの）を探して旅を続けるニヒルなお尋ね者「裏街道（うらみち）の銀次」の二人の主人公が、木曽街道を舞台に繰り広げる道中記。
劇中で辰はひょうきんな立ち居振る舞いをするが、物語の中で実は勘定奉行配下の役人による任務上の仮の姿という紹介をされている。銀次は賭場でいかさまを見破る名人であり、それ故に賭場荒らしとして土地土地の博徒らから目の敵にされており、決まってどこからかの刺客が差し向けられている。お千加はそんな辰や銀次たちの目の前に度々現れる女壺振りである。

### 「いそぎ旅」という世界観
劇中のナレーションなどから、人別帳から外された無宿渡世人が、その身の上に起きた理由の如何を問わず、主要街道に設けられた関所などを外れて、裏街道を追っ手などを気にしながら急いで旅する様子、と考えられる。劇中で銀次がしている旅がまさに「いそぎ旅」である。

## キャスト
- 成りゆきの辰：山口崇

風来坊の渡世人を気取る謎の男。その時々で口から出任せのような通り名を名乗る（「早耳の辰」「揉め事好きの辰」など）ことがあり、何事か起きればすぐに首を突っ込みたがる、陽気でノリの軽い男。一方で人情深い面も持ち合わせる。とある街道筋で銀次と知り合って以来、何かと彼の行く先に現れてはちょっかいを出す。しかし成りゆきの辰とは仮の名で、その正体は勘定奉行配下の吟味方改役・堀越三四郎であり、幕府からの博徒撲滅の密命を受け、渡世人姿に身をやつして旅をしている。
- 裏街道の銀次：露口茂

口数の少ないニヒルな無宿渡世人。賭場のいかさまを見破る名人故に、賭場荒らしとして他の宿場のやくざ連中から刺客を差し向けられることが多い。第3話の時点から7年前には堅気の飾り職人だったが、女壺振りで元女房のお篠乃が原因で二足わらじの親分を斬ったことから無宿渡世人となり、当のお篠乃にも去られたため、彼女を捜して旅をしている。用心深く、他人に背後に回られることを嫌う。
- 追分のお千加：町田祥子

流浪の女壺振り。ある露天賭場で壺振りをしていた際に辰や銀次と知り合い、以来、辰や銀次の行く先に現れ、彼らの手助けをするようになる。銀次にいかさまを見破られて以来、銀次の前で壺が振れなくなったが、第13話ではやむを得ない事情から銀次の前で壺を振った。第1話の本人の言によれば足腰が強いらしく峠越えも平気という。
- お篠乃：加賀まりこ（第1話、第17話）

銀次が捜している女壺振りで銀次の元女房。ある一件で彼が無宿渡世人となる原因を作り行方知れずとなるが・・・。
- 語り手：茅野総

## サブタイトルリスト
| 話 | サブタイトル                   | 放送日        | ゲスト |
| -- | ------------------------------ | ------------- | --- |
| 1  | 北国街道から来た男             | 1973年 4月7日 | お篠乃：加賀まりこ、朝五郎：高原駿雄、倉吉：三角八郎、おとく：柳川慶子、上田忠好、中井啓輔、中村門、二瓶鮫一、柳瀬志朗、金親保雄、内田武樹、田中清治、内藤栄造、新井一夫、山本みゆき、富田光、狩野剛太郎、加東三和 |
| 2  | 内山峠で女鴉（めがらす）が鳴く | 4月14日       | お半：八千草薫、鮫安：藤岡重慶、源三：富田浩太郎、渡世人：内田勝正、代貸し：田浦正巳、高松政雄、伴勝武、赤城信、練木二郎、手織座、青俳、俳協                                                                       |
| 3  | 下仁田宿に消えた男             | 4月21日       | 素っ飛びの久六：高津住男、おとよ：真鍋明子、鬼石の万吉：近藤宏、玉村の松五郎：北原義郎、熊吉：南祐輔、春吉：中山克己、才蔵：原口剛、山田禅二、石津康彦、西山健司、戸塚孝、武田一彦、丸山詠二、美川昭夫、森今日子   |
| 4  | 信濃追分で逢った女             | 4月28日       | おさよ：大原麗子、武州無宿長七：菅貫太郎、越後屋万蔵：高木二朗、造り酒屋十兵ヱ：長島隆一、柳瀬志朗、金親保雄、内田武樹、青木千里、如月寛多、藤城裕士、山田貴光                                                     |
| 5  | メダカの一人旅                 | 5月5日        | お牧：八木昌子、蝮の大八：小瀬格、沢井弥十郎：菅野忠彦、吉五郎：杉田俊也、健太：梶正昭、半助：橋本仙三、岩吉：金内喜久夫、立川雄三、鵜沢秀行、片山滉、湊俊一、新山セイノー、富士乃幸夫、石橋健                     |
| 6  | 鬼押出しの決闘                 | 5月12日       | 志波伝十郎：清水宏治、おりえ：早瀬久美、疾風の吉五郎：穂高稔、野分の五郎蔵：保科三良、岩倉：山谷初男、弥助：内藤栄造、松造：橋本仙三、和沢昌治、高松政雄、久保田鉄男                                               |
| 7  | 雪に埋もれた道祖神             | 5月19日       | おとよ：山本陽子、仙太：橋本功、政吉：加賀邦男、宇三郎：練木二郎、藤作：中田浩二、丘寵児、小林勝也、小池幸二、戸田春子、徳川清、水野司之、新井一夫、片岡一                                                         |
| 8  | 妻籠宿、月に浮かんだお六櫛     | 5月26日       | 上松の大五郎：加藤武、大黒屋吉兵ヱ：野々村潔、お志乃：三浦真弓、伊之吉：森下哲夫、源吉：中村孝雄、石神主膳：坂口芳貞、店の女：浦川麗子、伊藤秀樹、三浦仁、宮崎和命、清水幹雄、曽根秀介、高橋香、江夏宏城           |
| 9  | 和美峠、六人の旅人             | 6月2日        | 十助：なべ・おさみ、茂平：藤原釜足、おりん：木村夏江、黒神左内：丹羽又三郎、久能兵衛：花上晃、中小坂の七蔵：土方弘、用人：山中貞則、やっぱ：藤田保行、彦次：内田武樹、佐子雅俊、阿部安宏、安田洋子                 |
| 10 | 御嶽宿に嫁いだ女               | 6月9日        | おくみ：吉行和子、半造：加藤嘉、熊五郎：郡司良、河村憲一郎、小林達彦、長谷川弘、伊吹總太朗、中井啓輔、内藤栄造、藤川光信、山口雅生、二瓶鮫一、岩城和男、赤城信、横井豊、四之宮昭司、樋浦正臣                       |
| 11 | 黒い馬は雨に消えた             | 6月16日       | 清五郎：河津清三郎、たね：榊ひろみ、伊助：城所英夫、弥七：武田昌幸、伍助：簾内滋之、清吉：石原雅之、名川貞郎、狭間鉄、小坂生男                                                                                     |
| 12 | 笠取峠の賞金首                 | 6月23日       | お登勢：北沢典子、峠の権蔵：長島隆一、暗闇の伊蔵：田浦正己、一本松の伝七：林邦史朗、宣太郎：柳下達彦、代貸し鮫市：武田一彦、高橋香、汐見直行、花島泰雄、大蔵千恵子、松浦洋子、田中清治、佐子雅俊、久保田鉄男       |
| 13 | 如何様（いかさま）峠の女       | 6月30日       | 五月雨の金太郎：早川保、白壁の伊蔵：徳大寺伸、大鍋の安五郎：石垣守一、長次：坊屋三郎、おきん：松下砂稚子、おりん：田代信子、岡本隆、大出洋行、水野善行、市川夏江、東大路昌弘、西郡英利                             |
| 14 | 孤独の中の二つの顔             | 7月7日        | 源助：水島道太郎、おきよ：竹下景子、仙造：水島晋、八兵ヱ：外野村晋、お杉：北城真記子、吾作：矢の目げん、富蔵：北川陽一郎、幸太：古山桂治、加村赳雄、森今日子、堤聖子                                               |
| 15 | 赤鉢巻の二両の助っ人           | 7月14日       | 榛名の小六：織本順吉、紅型屋のおかみ：北原文枝、お光：戸部夕子、花上晃、三田村賢二、沢田正昭、南祐輔、原口剛、山田貴光、幟川泰一、横光勝彦、湊俊一、里木左甫良、小島一馬、大下真司                                 |
| 16 | 耳切り峠で出逢った女           | 7月21日       | 耳切りの初五郎：伊吹聡太郎、旅の女：真鍋明子、おきん：牧よし子、居酒屋の親爺：岡泰正、鬼首の力松：宮島誠、羅天橋の玉吉：吉田柳児、南条みづ江、石川万彩歌、梅沢昌代、福沢典子、御影伸介、南郷成吉、細川智、田中清治 |
| 17 | 神流川の夜明け                 | 7月28日       | お篠乃：加賀まりこ、内藤の政五郎：竜岡晋、赤羽の喜三郎：菅野忠彦、板橋の丈八：松山照夫、佐竹主水：中村孝夫、児玉の三蔵：宮崎和命、宇吉：岡本隆、藤木満寿夫、国井正広、久本昇、富士乃幸夫                           |

## スタッフ
- プロデューサー：宮本進、高村洋三
- 監督：松尾昭典、菊地奛、小野田嘉幹、高橋勝、森一生、山田達雄
- デ・フォルメ：宮本進（第9話）
- 脚本：菊島隆三、直居欣哉、服部佳子、馬場当、下飯坂菊馬、橋本赫、戸田裕恵、佐藤悠、池端俊策、橋本絲
- 音楽：橋場清[4]
- 選曲：鈴木清司
- 効果：協立音響
- 殺陣：林邦史朗、岡本隆、若駒
- 制作協力：田村企画、群馬県観光課、長野県観光課
- 制作：C.A.L、フジテレビ

## 番組テーマ曲
- 『遙かなる旅人[5]』　作詞：有馬三恵子　作曲：橋場清
- 『裏街道（うらみち）のバラード』　作詞；宰相伊都子　作曲：橋場清
  - 歌唱：ジミー時田（キャニオン・レコード A-161）
  - 演奏：ミュージックスタッフオーケストラ